# Maprounea
Genre
Classification APG III (2009)
Maprounea est un genre de plantes à fleurs de la famille des Euphorbiaceae comportant 6 espèces. Ce sont des arbustes ou arbrisseaux. L'espèce type est Maprounea guianensis Aubl..

## Description
Le genre Maprounea regroupe des arbustes ou des arbres monoïques (parfois dioïques), glabres partout, à latex blanc peu abondant. Les feuilles sont simples, alternes, pétiolées, à limbe entier, pinnatinervées, glanduleuses sur la face inférieure (rarement dépourvues de glandes). Les petites stipules sont persistantes. Les inflorescences sont terminales, généralement bisexuées, à 1–4 fleurs solitaires, pédicellées, pistillées aux nœuds basaux. Les fleurs staminées sont densément agrégées en une masse strobiforme à l'extrémité du rachis, et séparées de la partie pistillée par un entre-nœud allongé. Les bractées portent deux glandes. Les fleurs staminées sont pour la plupart groupée à 3 par bractée, avec un pédicelle très court, un calice à 2(3) lobes s'imbriquant, dépourvus de pétales et de disque, et généralement 2 étamines, ayant le filet complètement connés en un tube mince exsert du calice à l'anthèse, et des anthères apiculées, extroses et déhiscentes longitudinalement. Les fleurs pistillées sont solitaires à chaque bractée, avec un calice en 3 parties, imbriqué, dépourvus de pétales et de disque, avec 3 carpelles contenant chacun 1 ovule, et portant des styles généralement regroupés en une colonne (libre chez M. amazonica) et les extrémités non ramifiées. Les fruits sont des capsules avec une columelle faiblement persistante. Chaque graine porte une grande caroncule recouvrant en partie son sommet

## Répartition
Le genre Maprounea est présent en Amérique du Sud et en Afrique tropicale et subtropicale.

## Histoire naturelle
En 1775, le botaniste Aublet propose la diagnose suivante : 
« MAPROUNEA. (Tabula 342.)

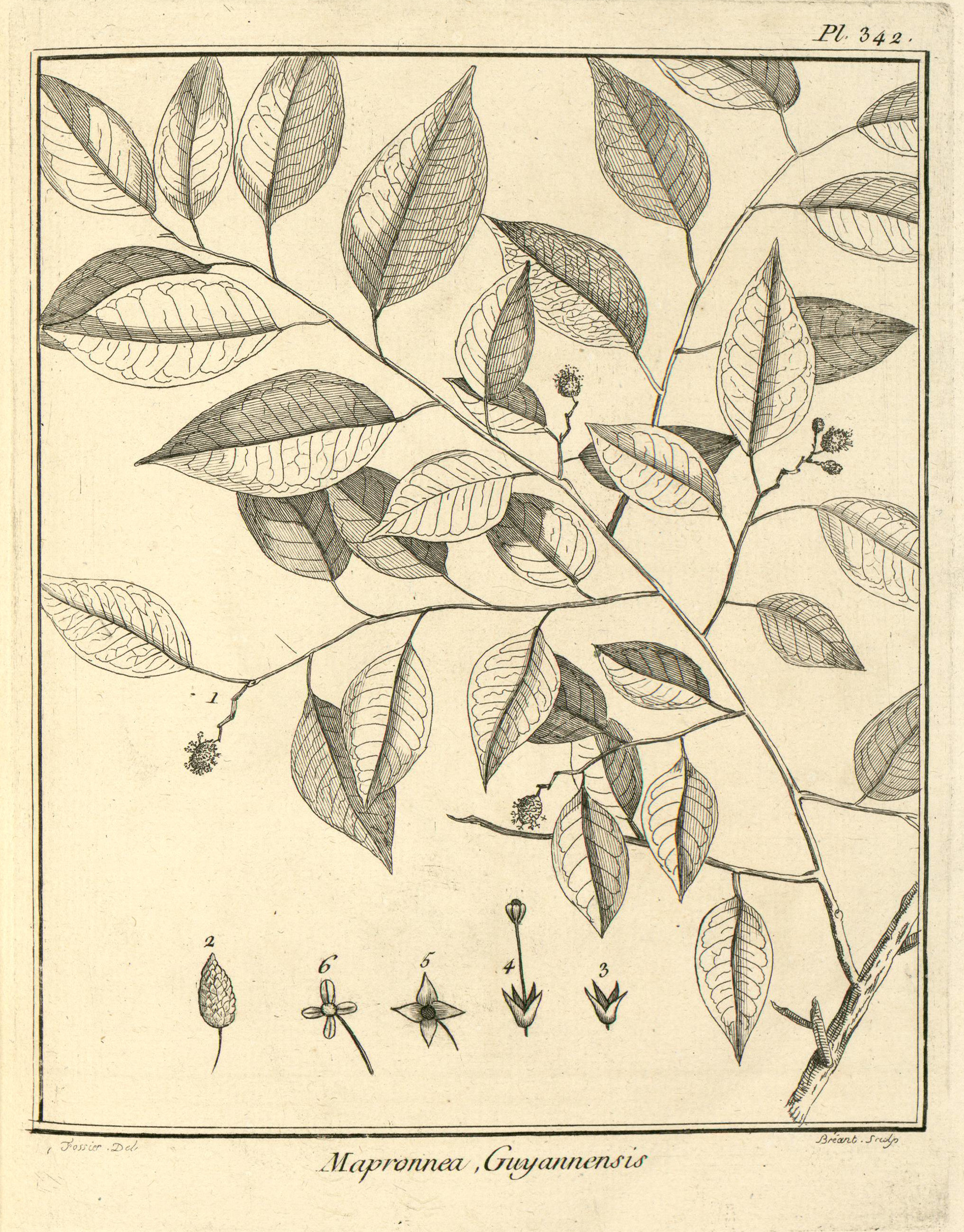
Maprounea guianensis par Aublet (1775) Planche 342.
1. Axe qui porte les fleurs. - 2. Cône de fleurs. - 3. Calice. - 4. Fleur. - 5. Calice ouvert. - 6. étamines.

Maſculi flores in capitulum ſubrotundum densè congeſti. 
CAL. Perianthium minimum, monophyllum, quadripartitum ; laciniis oblongis, acutis. 
COR. nulla. 
STAM. Filamentum unicum, oblongum, e calicis fundo emergens. Antheræ quatuor, in apice filamenti, biloculares. 

Feminei flores deſiderantur. »

## Liste d'espèces
Selon The Plant List :
- Maprounea africana Müll.Arg.
- Maprounea amazonica Esser
- Maprounea brasiliensis A.St.-Hil.
- Maprounea guianensis Aubl.
- Maprounea membranacea Pax & K.Hoffm.
- Maprounea obtusata (Müll. Arg.) Esser